# アヌルッダ経
『アヌルッダ経』（アヌルッダきょう、巴: Anuruddha-sutta, アヌルッダ・スッタ）とは、パーリ仏典経蔵中部に収録されている第127経。『阿那律経』（あなりつきょう）、『有勝天経』（うしょうてんきょう）とも。
類似の伝統漢訳経典としては、『中阿含経』（大正蔵26）の第79経「有勝天経」がある。
比丘アヌルッダ（阿那律）が、大工の棟梁パンチャカンガ（五支物主）や、比丘カッチャーナ（迦旃延）に、仏法を説いていく。

## 構成

### 登場人物
- アヌルッダ（阿那律）
- パンチャカンガ（五支物主） --- 大工の棟梁
- カッチャーナ（迦旃延）

### 場面設定
ある時、釈迦は、サーヴァッティー（舎衛城）のアナータピンディカ園（祇園精舎）に滞在していた。
大工のパンチャカンガ（五支物主）は人を遣ってアヌルッダ（阿那律）比丘らに翌朝の食事供養を申し出る。アヌルッダは了承する。
翌朝、パンチャカンガの家で食事を受けたアヌルッダに、パンチャカンガは四無量心を用いた心の解放と大心を用いた心の解放の違いを問う。アヌルッダはそれらを説明しつつ、その心の清さ・広さによって死後に生まれ変わる場所が変わってくることを指摘する。
続いて比丘カッチャーナ（迦旃延）がその諸天の区別を問い、アヌルッダが答える。
カッチャーナは、法悦する。

## 日本語訳
- 『南伝大蔵経・経蔵・中部経典4』（第11巻下） 大蔵出版
- 『パーリ仏典 中部（マッジマニカーヤ）後分五十経篇II』 片山一良訳 大蔵出版
- 『原始仏典 中部経典4』（第7巻） 中村元監修 春秋社